# Подберье
Подбе́рье (бел. Падбер'е) — деревня в Кобринском районе Брестской области Белоруссии. Входит в состав Остромичского сельсовета.
По данным на 1 января 2016 года население составило 56 человек в 28 домохозяйствах.

## География
Деревня расположена на северо-западном берегу реки Мухавец, в 10 км к северо-востоку от города Кобрин и в 56 км к востоку от Бреста, у автодороги Р2 Кобрин-Ивацевичи.
На 2012 год площадь населённого пункта составила 0,22 км² (22 га).

## История
Населённый пункт известен с 1844 года как деревня имения Жуховцы, владение Адама и Каликста Остромецких. В разное время население составляло:
- 1999 год: 42 хозяйства, 94 человека;
- 2009 год: 55 человек;
- 2016 год[2]: 28 хозяйств, 56 человек;
- 2019 год[1]: 51 человек.